# Salpiglossis arniatera
Salpiglossis arniatera är en potatisväxtart som först beskrevs av Robinson, och fick sitt nu gällande namn av W.G. D'arcy. Salpiglossis arniatera ingår i släktet trumpetblommor, och familjen potatisväxter. Inga underarter finns listade i Catalogue of Life.